# ピンボールの魔術師
「ピンボールの魔術師」（ピンボールのまじゅつし、原題： Pinball Wizard）は、イングランドのロック・バンドであるザ・フーが1969年に発表した楽曲。メンバーのピート・タウンゼントが作詞・作曲した。ロック・オペラとして知られるスタジオ・アルバム『トミー』の収録曲で、ストーリーの中に組み込まれており、アルバム発表に先立つ先行シングルとして発表された。

## 背景
三重苦の主人公トミー・ウォーカーがピンボールの大会で王者を自認していた腕自慢の若者を打ち負かす様が、負けた若者によって歌われており、トミーに与えられた称号がタイトルになっている。『トミー』を制作中だったタウンゼントが、ピンボール好きのロック評論家ニック・コーンとあらすじについて交わした会話をきっかけになって生まれた曲である。
この曲で使われたアコースティック・ギターは、タウンゼントが1968年に購入したギブソンJ-200である。
シングル・ヴァージョンは、アルバム・ヴァージョンよりもテンポが速められた。シングルのB面には、スタジオ・アルバム未収録のインストゥルメンタル「ドッグズ・パート2」が収録されており、作曲クレジットは、メンバーのキース・ムーンとメンバーの飼い犬2匹の名前が記載されている。

## 反響・影響
全英アルバムチャートでは4位に達し、ザ・フーにとって9作目のトップ10ヒットとなった。アメリカのBillboard Hot 100では19位に達し、自身2度目のトップ20入りを果たした。
ショッキング・ブルーのヒット曲「ヴィーナス」のギター・リフは、この曲が元になっている。
1994年、この曲のタイトルから名前を取ったピンボール「The Who's Tommy Pinball Wizard」がデータイースト・ピンボールから発売された。
ザ・フーによる「ピンボールの魔術師」は、2008年発売の音楽ゲーム『Rock Band 2』で使用された。
『タイム』誌の企画「最も愛されている魔法使いトップ10」では、「トミーは本当の意味での魔法使いではない。彼の驚異的なピンボールの技術によって魔法使いのように見えるのである」と前置きされた上で「The Pinball Wizard」が8位にランク・インした。

## カヴァー

### 『トミー』の関連作品

#### ロッド・スチュワート
ロッド・スチュワートは、ロンドン交響楽団とイギリス室内合唱団が1972年11月に発表した『トミー』に、ザ・フーのメンバーやリンゴ・スターらとともに客演して「ピンボールの魔術師」を独唱した。さらに彼は、ロンドン交響楽団とイギリス室内合唱団が同年12月9日にロンドンのレインボー・シアターでチャリティー・コンサートを催して『トミー』を上演した時にも、他の客演者達と共に出演してこの曲を独唱した。
彼のベスト・アルバム『シング・イット・アゲイン・ロッド』（1973年）にも収録されている。

#### エルトン・ジョン
エルトン・ジョンは、ケン・ラッセルが監督を務めた映画『トミー』（1975年）にピンボール・チャンピオン役で出演して「ピンボールの魔術師」を歌った。録音には彼のバック・バンドと彼の作品の多くをプロデュースしてきたガス・ダッジョンが参加した。中間部のギター・ソロのバックで、コーラスがザ・フーのデビュー曲「アイ・キャント・エクスプレイン」を歌っている。シングル・カットされて全英シングルチャートで7位に達して、ジョンにとっては8作目になるトップ10ヒットになった。
ジョンはロンドン交響楽団の『トミー』で「ピンボールの魔術師」を歌ったスチュワートに、この曲を歌うオファーが来たら受けるかどうかと尋ねられて「そんなのまっぴらだ」と回答したという。しかし約一年後に映画のピンボール・チャンピオン役の依頼がスチュワートにではなく彼に来た時に、前言を翻して引き受けてしまった。彼は後年「ロッドはあのことを全く許していないだろうね」と語っている。
彼のベスト・アルバム『グレイテスト・ヒッツ　Vol.2』（1977年）に収録された。またアルバム『カリブ』（1974年）が1995年にリマスターCDとして再発された際、この曲を含む4曲がボーナス・トラックとして収録された。
『Guitar World』誌が2013年に選出した「The Top 10 Covers of Songs by The Who」では、ジョンの「ピンボールの魔術師」が9位にランク・インした。

### その他のカヴァー
- ニュー・シーカーズ（英語版） - アルバム『Now』（1973年）に、「シー・ミー・フィール・ミー」とのメドレーとして収録[26]。
- シャドウズ - アルバム『Rockin' With Curly Leads』（1974年）に、「シー・ミー・フィール・ミー」とのメドレーとして収録[27]。
- ジェネシス - ライヴにおいて「ターン・イット・オン・アゲイン」を中心としたメドレーとして演奏。1984年のライヴの模様は映像作品『Genesis Live - The Mama Tour』に収録された。
- ペトゥラ・クラーク - アルバム『Here for You』（1998年）に収録。
- ピンク・クリーム69 - アルバム『エンデンジャード』（2001年）に収録。
- アレックス・スコルニック・トリオ - アルバム『Goodbye to Romance: Standards for a New Generation』（2002年）に収録。
- サンダー - アコースティック・ライヴ・アルバム『西暦2000年倫敦での"解散"アコースティック・ライヴ!!』（2003年）に収録。
- ザ・スミザリーンズ（英語版） - アルバム『The Smithereens Play Tommy』（2009年）に、この曲を含む『トミー』からの楽曲のカヴァーを収録[28]。
- カイザー・チーフス - 2012年ロンドンオリンピックの閉会式において演奏。コンピレーション・アルバム『A Symphony of British Music: Music for the Closing Ceremony of the London 2012 Olympic Games』（2012年）にも収録された[29]。
- ブラッド・ギルス、マイク・ピネーラ、テリー・リード - トリビュート・アルバム『Who Are You: An All-Star Tribute to The Who』（2012年）に提供[30]。
- タロン・エガートン - エルトン・ジョンの伝記映画『ロケットマン』にエルトン役で主演。楽曲は全てエガートンが歌っており、サウンドトラックに収録されている。